# Stikledning
Inden for VVS er en stikledning en betegnelsen for den del af en afløbsinstallation, der er mellem hovedafløbsledningen og første forgrening.
| Byggeri og bygningsdele | Spire Denne artikel om byggeri og bygningsdele er en spire som bør udbygges. Du er velkommen til at hjælpe Wikipedia ved at udvide den. |